# Virgilio Pallini
Virgilio Pallini (Roma, 21 settembre 1934) è un imprenditore italiano, produttore di liquori.

## Biografia
Pronipote di Nicola Pallini, fondatore della I.L.A.R. s.p.a., nel 1875, e nipote di Virgilio Pallini, che fece costruire l'attale sede della società.  
Diventatone presidente nel 1983, sotto la sua gestione la I.L.A.R. cominciò a produrre anche limoncello ai gusti di pesca e di lampone, oggi conosciuto in tutto il mondo, come gli altri liquori prodotti dalla medesima casa.

## Principali società controllate
- I.L.A.R. S.p.A.